# 郡山市野鳥の森学習館
郡山市野鳥の森学習館（こおりやまやちょうのもりがくしゅうかん）は福島県郡山市の五百淵公園内にある野鳥に関する資料を展示する施設である。2002年（平成14年）開設。展示室は入場無料。月曜日（祝日の場合は翌日）および年末年始休館。

## 施設概要

### 野鳥展示室
付近で観察できる鳥を中心に75種類の鳥の剥製や巣などの模型等が展示されているほか、付近の野鳥を観察するための望遠鏡が設置されている。観察可能な野鳥はアオサギ、アオジ、オオジュリン、オオヨシキリ、カイツブリ、カッコウ、カルガモ、カワウ、カワセミ、キンクロハジロ、コガモ、ゴイサギ、シジュウカラ、ジョウビタキ、ツグミ、ツバメ、バン、マガモなど。また、建物の近くではアカゲラに穴を開けられた木が見られる。
開館時間は9:00～16:30。入場無料。

### その他
多目的の研修室や和室がある。利用は有料。利用可能時間は9:00～21:00。
また、付近には郡山ロータリークラブから寄贈された日本野鳥の会郡山支部監修の野鳥の案内板が立つ。

## アクセス
- バス（JR郡山駅より）
  - JR郡山駅西口1番バス乗り場より「栄町経由柴宮団地」乗車→「桜小学校」下車（所要時間約20分）
- 乗用車
  - 東北自動車道郡山南インターチェンジから郡山南インター線、内環状線経由で国道49号線沿い（所要時間約10分）、駐車場4台